# Хунаватнсхреппюр
Хунаватнсхреппюр (исл. Húnavatnshreppur, исландское произношение: [ˈhuːnaˌvasːˌr̥ɛhpʏr̥]) — община, существовавшая в период с 2006 по 2022 год, на северо-западе Исландии в регионе Нордюрланд-Вестра. В декабре 2021 года в общине на 3822 км² проживало 385 человек.

## История
Община была образована 1 января 2006 года путем слияния четырех сельских общин Свейнсстадахреппюр (исл. Sveinsstaðahreppur), Торвалайкьярхреппюр (исл. Torfalækjarhreppur), Свинаватнсхреппюр (исл. Svínavatnshreppur) и Боульстадархлидархреппюр (исл. Bólstaðarhlíðarhreppur), что было одобрено на межобщинном голосовании ещё  20 ноября 2004 года. В марте 2006 на голосовании в Хунаватсхреппюр и сельской общине Аусхреппюр (исл. Áshreppur) было решено объединить эти две общины под названием Хунаватсхреппюр, и это объединение вступило в силу 10 июня того же года.
В 2019 году в ходе обсуждений жители общин Блёндюоусбайр (исл. Blönduósbær) и Хунаватнсхреппюр приняли решение об объединении общин. 19 февраля 2022 был проведен местный референдум и по его результатам 14 мая 2022 было выбрано правление новой общины, а 9 июня для объединенной общины утверждено название Хунабиггд (исл. Húnabyggð).

## География
Община Хунаватнсхреппюр находилась в северной части Исландии в регионе Нордюрланд-Вестра и была одной из крупнейших общин на острове. Границы общины простирались от побережья Хуна-фьорда (часть фьордового ткомплекса Хунафлоуи) на севере до ледников Хофсйёкюдль и Лаунгйёкюдль на юге.
Территория общины граничила на западе с землями общины Хунатинг-Вестра, на юге с землями Боргарбиггд и Блаускоугабиггд. На востоке Хунаватнсхреппюр граничил с общиной Скагафьордюр, на севере с Блёндюоусбайр.
В общине населённых пунктов не было — только мелкие хутора и фермы, а административный центр общины был расположен в Блёндюоусе. Основным занятием жителей было сельское хозяйство (овцеводство и коневодство).

## Инфраструктура
По территории общины проходил участок кольцевой дороги Хрингвегюр 1 и региональной дороги Кьяльвегюр 35b. Имелось несколько дорог местного значения — 	Тингейрарвегюр 721, Ватнсдальсвегюр 722, Рейкьябрёйт 724, Мидаусавегюр 725, Эёдкулювегюр 726, Свинадальсвегюр 727, Свинвейтингабрёйт 731, Свартаурдальсвегюр 734, Тьоувадальсвегюр 735 и Майлифедльсдальсвегюр 756.
Также были две горные дороги местного значения — Вестюрхейдарвегюр F734 и Тьоувадалавегюр F735, открытых для движения в летний период и только для транспортных средств повышенной проходимости.
На севере Хунаватнсхреппюр, возле общины Блёндюоусбайр, находился аэропорт местного значения. Ближайшим международным аэропортом являлся аэропорт Акюрейри.

## Население
Источник: Mannfjöldi eftir sveitarfélagi, kyni og aldri 1. desember 1997-2021 (исл.). hagstofa.is. Reykjavík: Hagstofa Íslands [Статистическая служба Исландии]. Дата обращения: 18 августа 2022.

## Галерея

Достопримечательности на территории общины
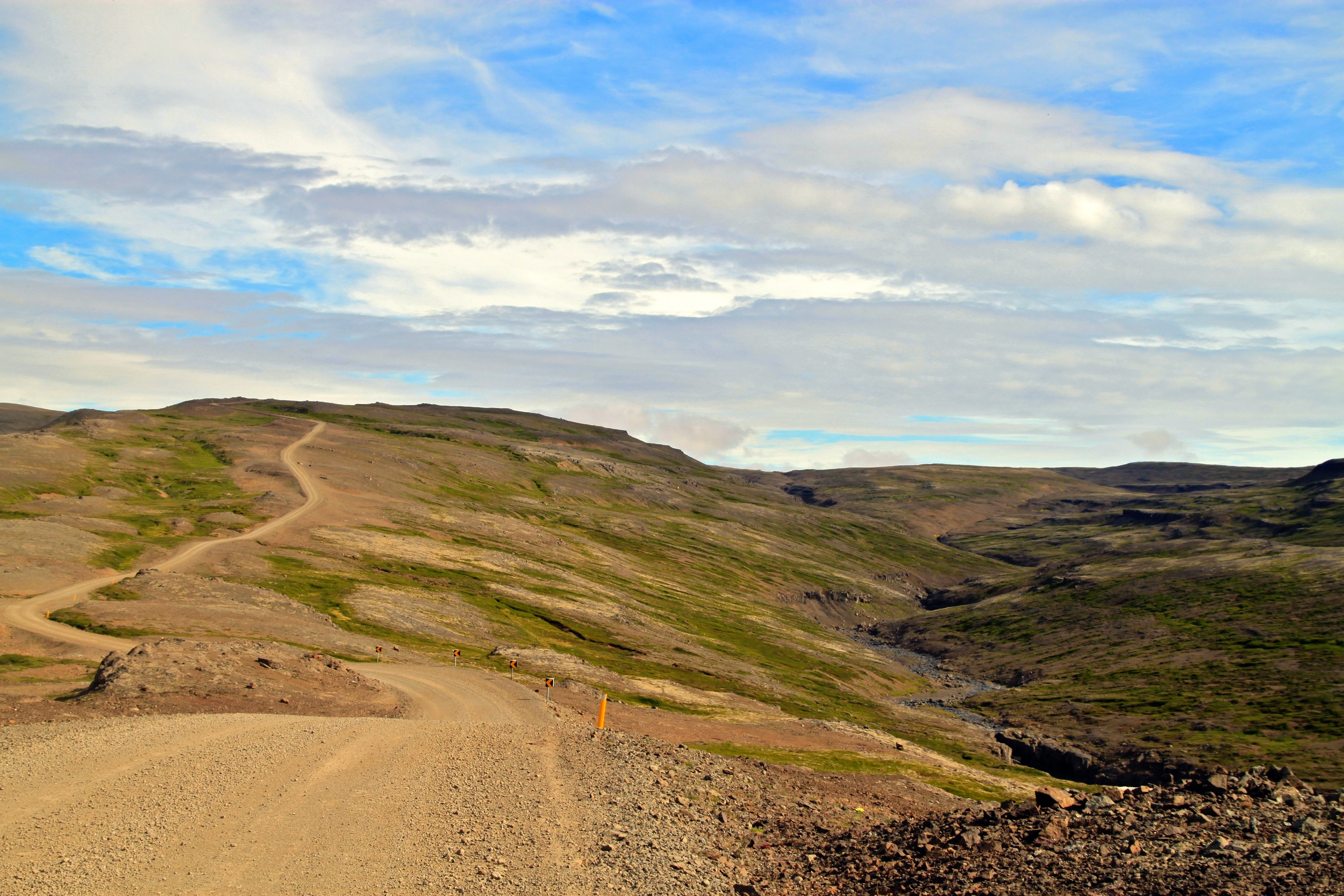
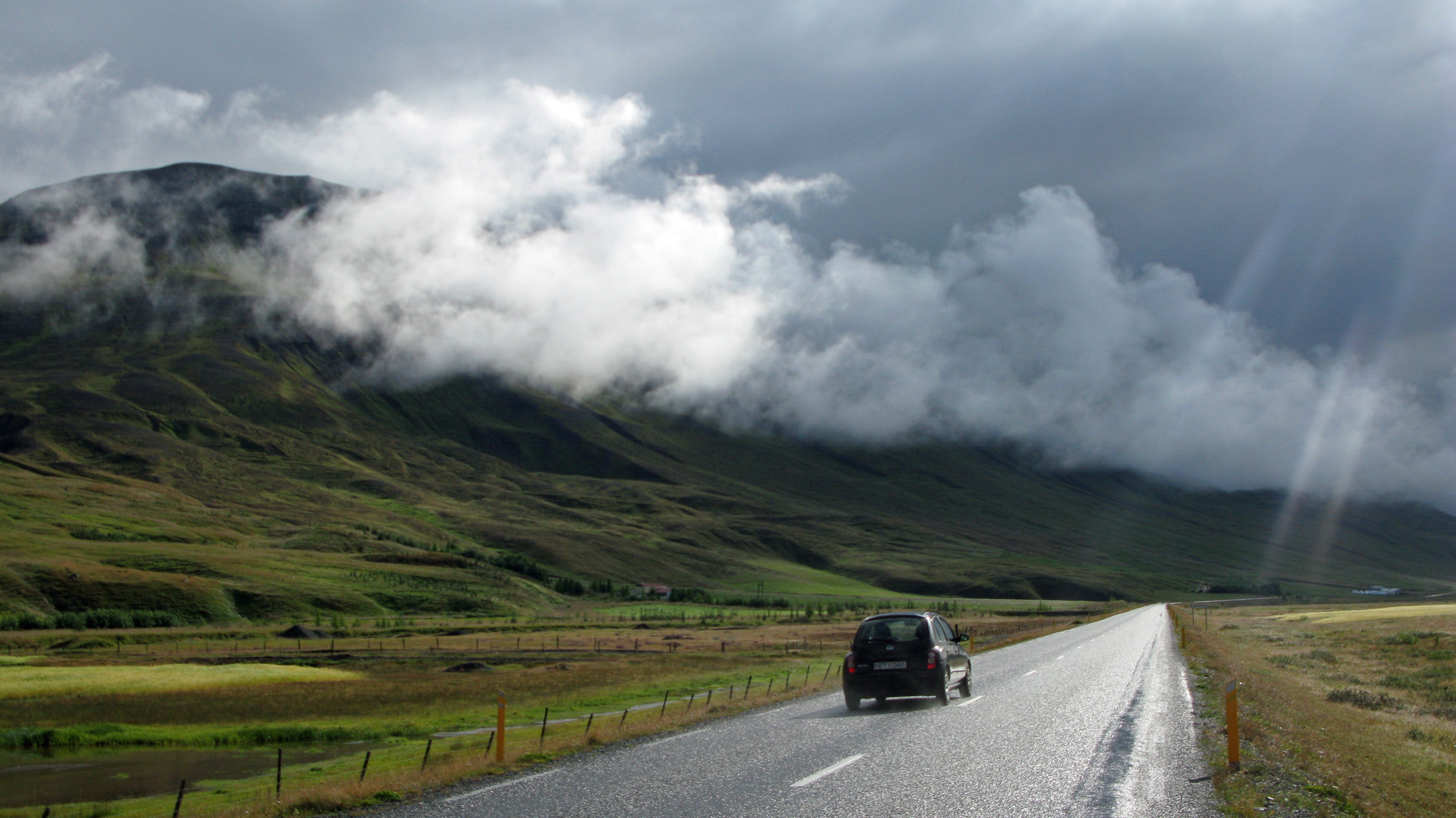
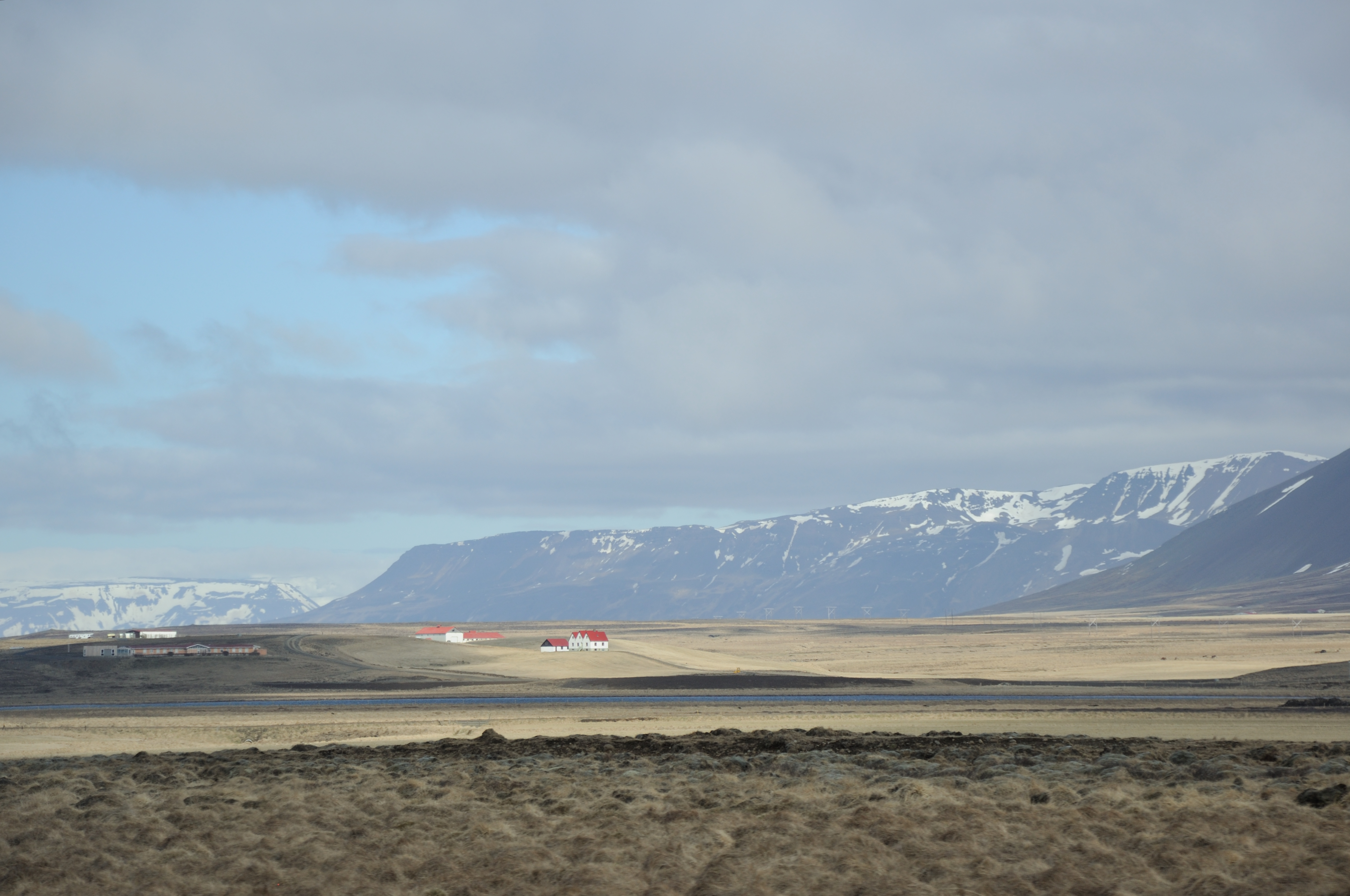
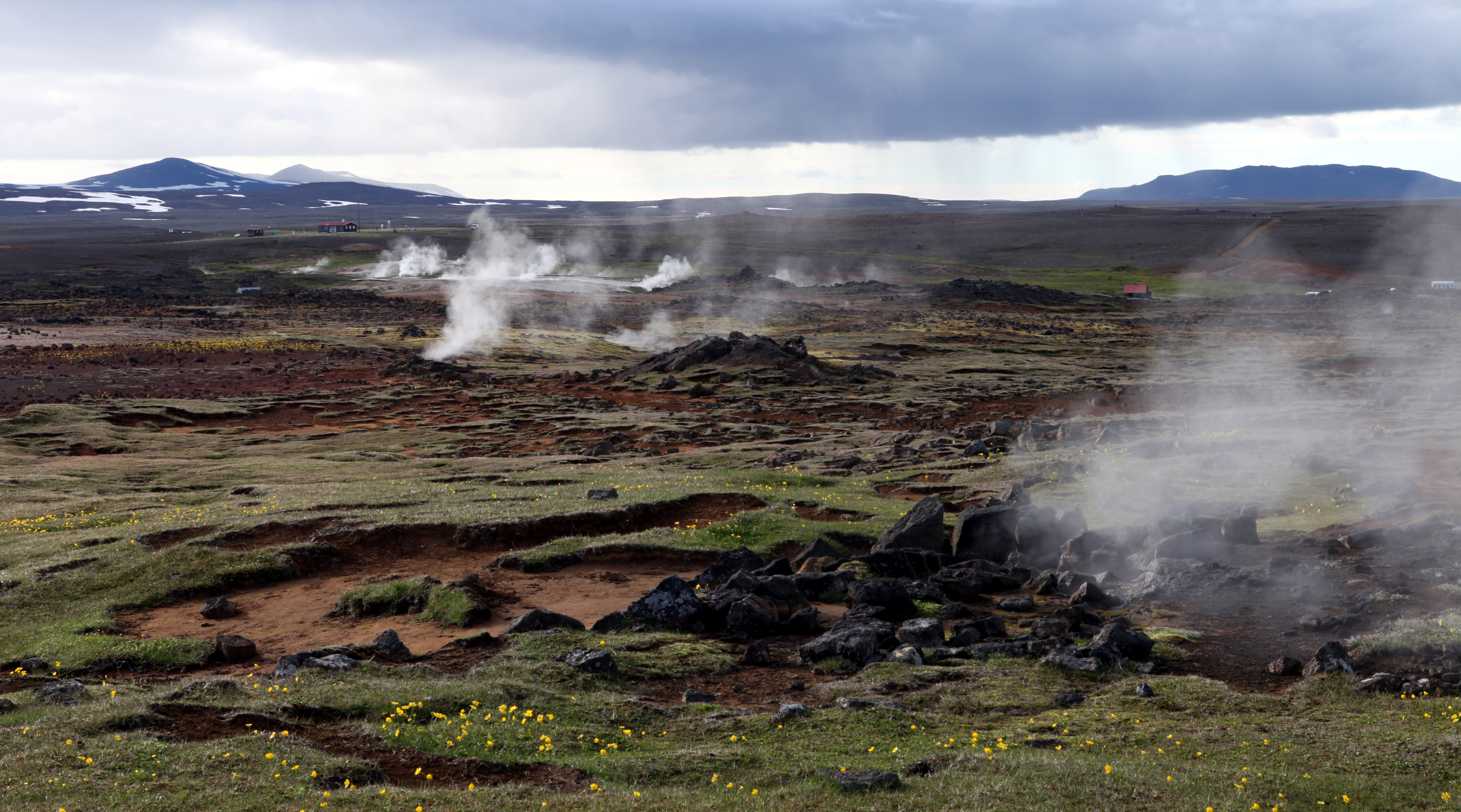
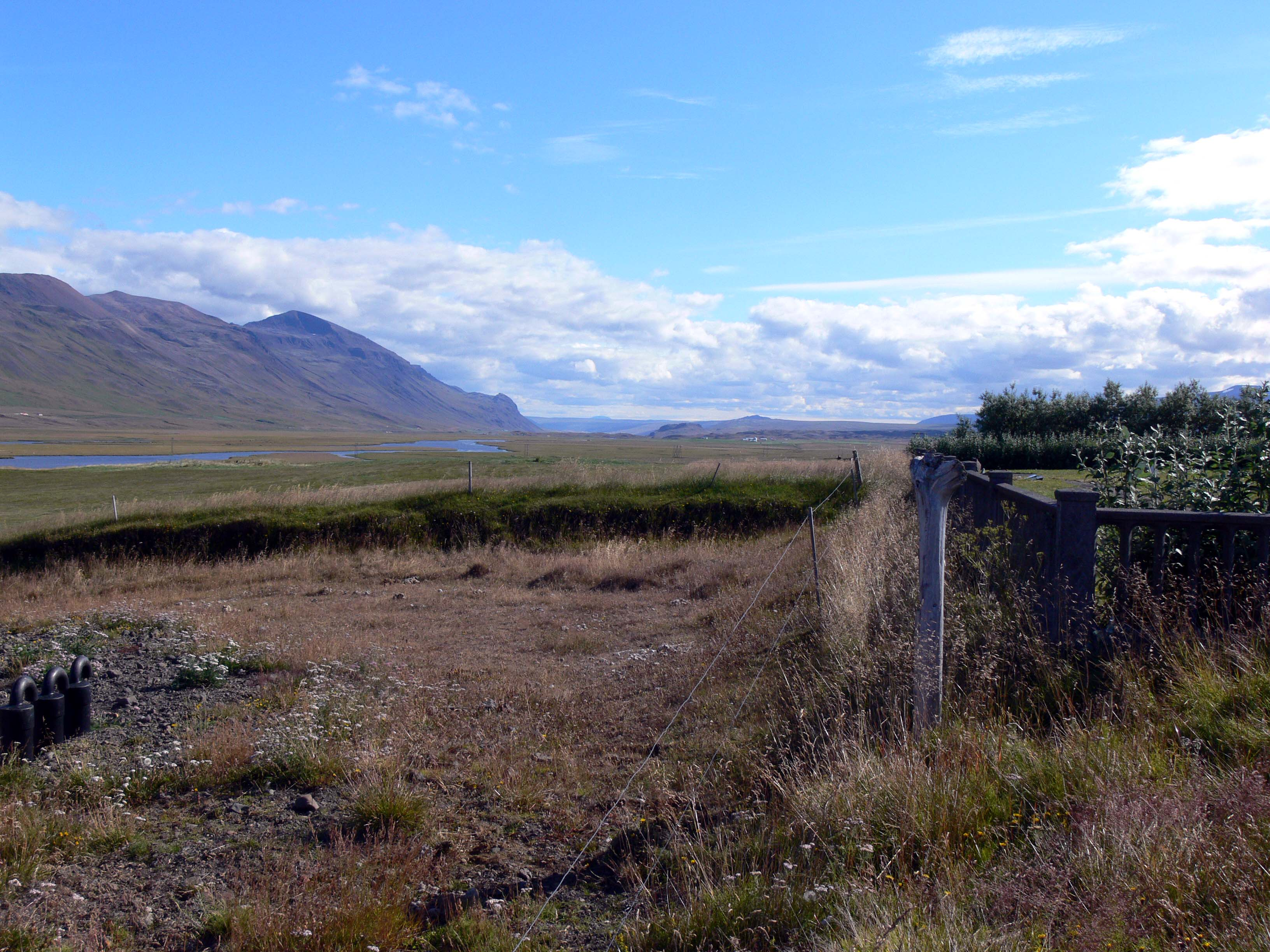
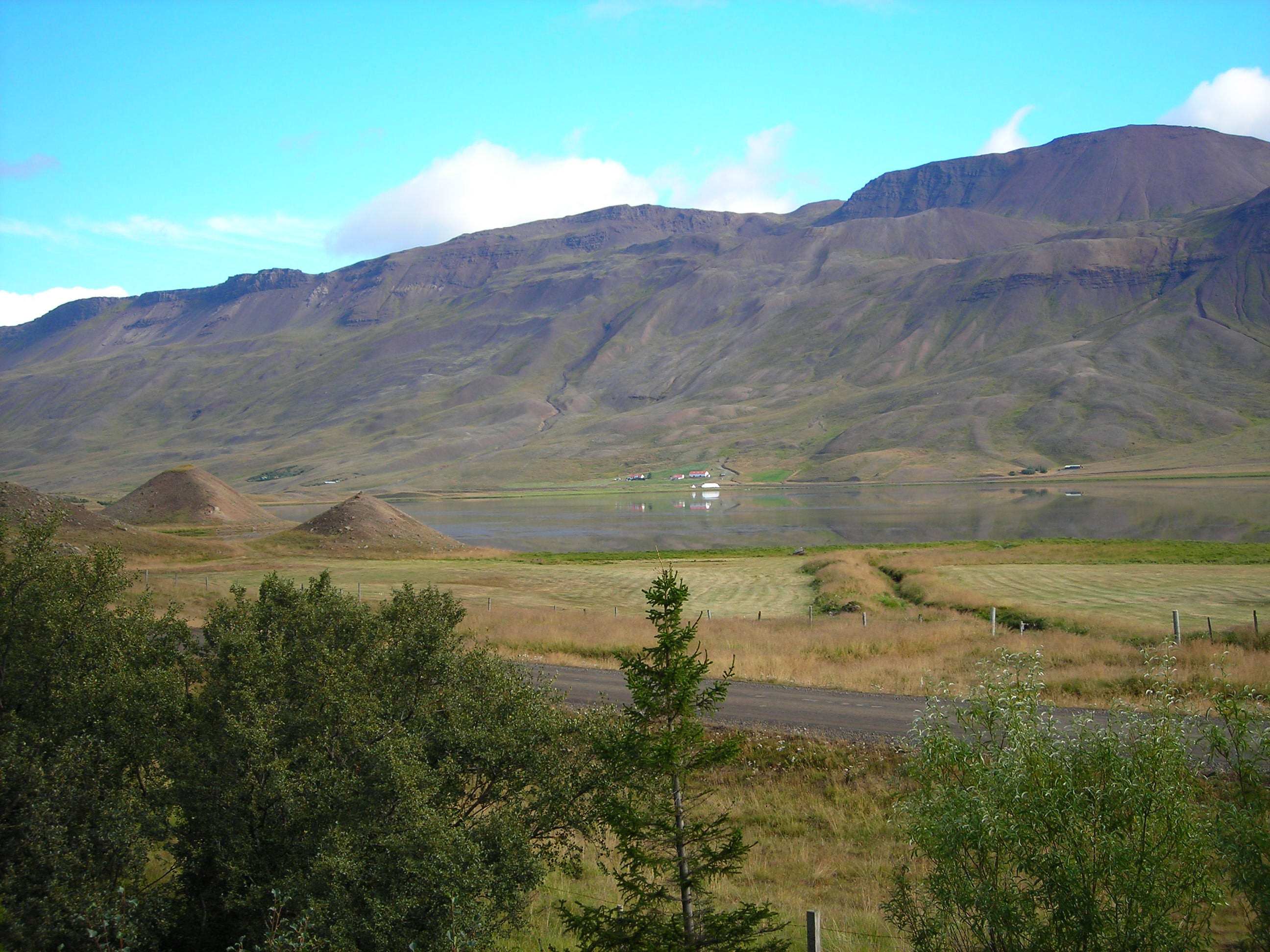